# باشنهایم
باشنهایم (به آلمانی: Bechenheim) یک شهر در آلمان است که در آلزی-ورمز واقع شده‌است. باشنهایم ۴۳۸ نفر جمعیت دارد.